# Бедните милионери
„Бедните милионери“ (на италиански: Poveri milionari) е италианска комедия от 1959 година на режисьора Дино Ризи с участието на Маурицио Арена, Ренато Салватори и Лорела Де Лука.

## Сюжет
Ромоло (Маурицио Арена), Салваторе (Ренато Салватори), Анна Мария (Алесандра Панаро) и Мариза (Лорела Де Лука) са две двойки младоженци, които възнамеряват да прекарат заедно медените си месеци във Флоренция. След поредица от премеждия обаче те се озовават в Рим, в апартамент без прозорци. След кавга помежду им Салваторе напуска апартамента, отмъквайки якето на Ромоло, в което има 300 000 лирети, предназначени за поставянето на прозорци. На улицата е блъснат от автомобил, управляван от Алиса (Силва Кошчина), собственичка на верига универсални магазини, в която работи Ромоло. Салваторе загубва паметта си, но Алиса се влюбва в него и го назначава за генерален директор на веригата си магазини. Дали Салваторе ще може да си спомни кой е всъщност и да се върне при съпругата си Мариза?

## В ролите
| Изпълнител       | Роля            |
| ---------------- | --------------- |
| Маурицио Арена   | Ромоло          |
| Ренато Салватори | Салваторе       |
| Лорела Де Лука   | Мариса          |
| Алесандра Панаро | Анна Мария      |
| Силва Кошчина    | Алиса           |
| Мемо Каротенуто  | Алваро          |
| Гилдо Боки       | господин Нероне |
| Роберто Рей      | психиатъра      |
| Лина Фери        | госпожа Сесилия |
| Фред Бускалионе  | певеца          |